# Jorge Luís Prats
Jorge Luís Prats, né le 3 juillet 1956 à Camagüey dans l'île de Cuba, est un pianiste cubain.

## Biographie
Diplômé du National Arts College, il a étudié sous la direction de César Pérez Sentenat, de Bárbara Díaz Alea, de Margot Rojas (es), d'Alfredo Díez. Il a aussi étudié au Conservatoire Tchaïkovsky de Moscou sous la direction de Rudolf Kerer, à Paris avec Magda Tagliaferro, à l'académie de musique et d'arts du spectacle de Vienne (avec Paul Badura-Skoda), à Varsovie avec Witold Małcużyński.
Il a remporté le grand prix du prestigieux concours Marguerite Long-Jacques Thibaud, avec les prix spéciaux pour la meilleure interprétation de Maurice Ravel et André Jolivet, ainsi que les prix Chevillon, Bonnard et Mohan à la même compétition à Paris, en 1977. Il a remporté la médaille d'or au festival Katia Popova en Bulgarie, et le premier prix du concours de piano Amadeo Roldán à La Havane à Cuba.
Il a enregistré pour de nombreux labels (EMI, Deutsche Grammophon, ASV, IMP, Musical Heritage, Egrem et Decca. Sa discographie comprend le tout premier enregistrement des Vingt-quatre préludes et du Poème satanique d'Alexandre Scriabine. En font aussi partie des œuvres de Beethoven, les concertos pour piano de Grieg, l'intégrale des œuvres pour piano et orchestre de Rachmaninov, les concertos de Chopin, ainsi que des œuvres de Lecuona, Cervantes, Granados, Villa-Lobos, Fariñas…
Jorge Luís Prats a quitté Cuba en 2004 et a acquis la citoyenneté espagnole en 2005. Il vit aux États-Unis, dans l'État de Floride, à Hialeah.